# شون ماكبرايد

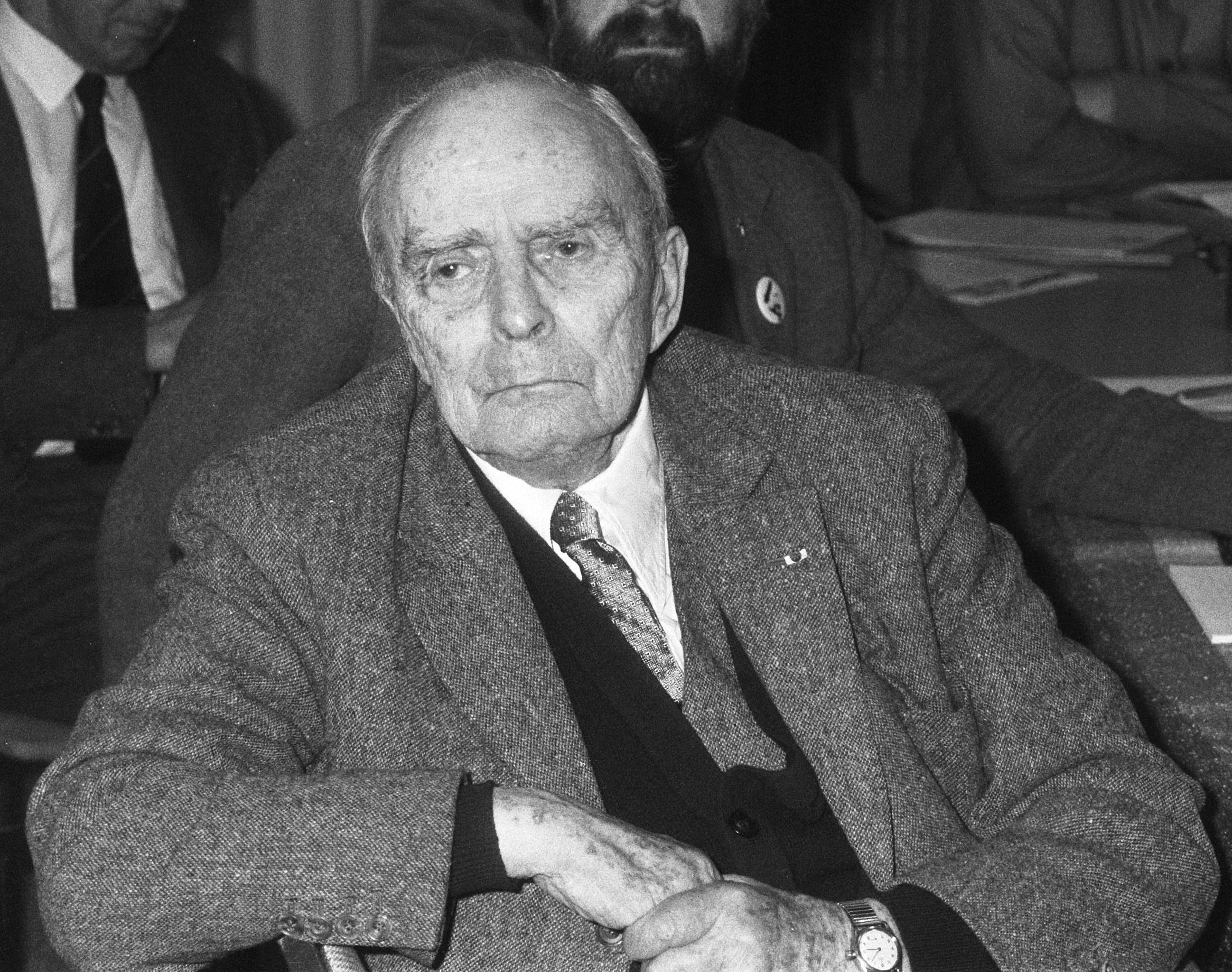
Seán MacBride في عام 1986

شون مأكبرايد (بالفرنسية: Seán MacBride)‏ هو سياسي أيرلندي ولد في 26 يناير 1904 وتوفي في 15 يناير 1988 عمل كرئيس المكتب الدولي للسلام في جنيف ولجنة نامبيا التابعة للأمم المتحدة. ترأس كذلك منظمة العفو الدولية. تحصل على جائزة نوبل للسلام سنة 1974.

## روابط خارجية
- شون ماكبرايد على موقع الموسوعة البريطانية (الإنجليزية)
- شون ماكبرايد على موقع مونزينجر (الألمانية)
- شون ماكبرايد على موقع إن إن دي بي (الإنجليزية)